# Luis Walter Alvarez
Luis Walter Alvarez (San Francisco, Kalifornia, 1911. június 13. – Berkeley, Kalifornia, 1988. szeptember 1.) fizikai Nobel-díjas amerikai fizikus.
1968-ban Fizikai Nobel-díjat kapott "jelentős eredményeiért a részecskefizikában, különösképp a nagyszámú rezonanciaállapot felfedezéséért, mely azáltal vált lehetővé, hogy továbbfejlesztette a hidrogén buborékkamrát és az adatok vizsgálatát"

## Élete
Luis Alvarez nagyapja spanyol származású volt, Asztúriából vándorolt az Egyesült Államokba. Fiatalként különösen érdekelték a gépek, berendezések technológiája. 11 éves korában, mikor az újságban olvasott egy új találmányról, a rádióról, apja segítségével épített egyet.
18 évesen kezdett el fizikát tanulni a Chicagói Egyetemen. 1936-ban doktori címet szerzett, utána közvetlenül Berkeleyben, a Kaliforniai Egyetem tantestületének tagja lett, a Sugárlaboratórium vezetője.
1938-ban fedezte fel, hogy bizonyos radioaktív elemek egy héjelektron befogásával (a Jukava Hideki és Szakata Sóicsi által megjósolt K-befogás) bomlanak el. Az atomhéj egy elektronja egyesül a maggal, és így eggyel kisebb rendszámú elem keletkezik.
1939-ben elsőként mérte meg a neutron mágneses momentumát Felix Blochhal. (A mágneses momentum a neutron mágneses mezejének erősségének és irányának jellemzője.)
1940 és 1943 között a cambridge-i Massachusetts Institute of Technology munkatársa lett. Itt a mikrohullámú radarberendezés kifejlesztésén dolgozott. 1943 és 1944 között a Chicagói Egyetem munkatársa lett.
A második világháború alatt a Los Alamos Nemzeti Laboratórium munkatársaként dolgozott. Részt vett az atombomba kifejlesztésében a Manhattan terv keretében. Javaslata szerint az atombomba felrobbantását láncreakciót előidéző belső robbanás segítségével valósították meg.
Korábbi munkái miatt dolgozott a mikrohullámú jelzőberendezések és radarantennák kifejlesztésében, valamint egy földi irányítású leszállórendszer kidolgozásában. Az ő eljárása alapján vezették be azt az eljárást, amely során radart használtak a bombázás során a cél megjelölésére.
1945-ben a fizika professzora lett.
1949-ben, az első szovjet kísérleti atomrobbantás után Ernest Lawrence-szel felkereste Teller Edét, és a hidrogénbomba munkálatainak folytatására buzdította.
A második világháború után Alvarez segédkezett az első lineáris protongyorsító építésénél (a berendezés az ő nevét viseli: Alvarez-LINAC) és kifejlesztette a folyékony hidrogénnel töltött buborékkamrát, amellyel ki lehet mutatni a szubatomi részecskéket és azok reakcióit. Kísérletei során számos, úgynevezett instabil elemi részecskét fedezett fel. A hatvanas évek végén elsőként alkalmazta a müontechnikát az egyiptomi Kefrén-piramis letapogatásához. Ezzel az eljárással bebizonyította, hogy nincs rejtett kamrája a piramisnak.
1978-ban professor emeritus címet kapott.
1980 táján népszerűsítette fiának, a geológus Walter Alvarez katasztrófaelméletét.
(Megállapítása szerint a Földet egy olyan, nagy irídiumtartalmú agyagréteg borítja, ami 65 millió évvel ezelőtt keletkezett. Álláspontja szerint ez csak úgy jöhetett létre, hogy a Föld összeütközött egy kisbolygóval vagy egy üstökössel. Véleménye szerint ez okozta a dinoszauruszok kipusztulását is.)

## Kitüntetései
- Albert Einstein-díj